# (150374) Jasoncook
(150374) Jasoncook est un astéroïde de la ceinture principale.

## Description
(150374) Jasoncook est un astéroïde de la ceinture principale. Il fut découvert le 5 février 2000 à Kitt Peak par Marc William Buie. Il présente une orbite caractérisée par un demi-grand axe de 2,38 UA, une excentricité de 0,18 et une inclinaison de 1,5° par rapport à l'écliptique.